# A Fine Day to Exit
Albums de Anathema
Resonance
(2001) Resonance 2
(2002)
A Fine Day to Exit est le sixième album du groupe anglais Anathema, publié le 9 octobre 2001, par Music for Nations.
Cet album marque une nouvelle évolution dans la carrière du groupe, qui s'éloigne encore un peu plus de ses racines metal. Les Smith, ancien claviériste de Cradle of Filth, et ayant déjà joué avec Anathema sur l'album Eternity, rejoint officiellement le groupe à cette occasion.

## Liste des chansons
Toute la musique est composée par Anathema.
| No | Titre                  | Durée |
| -- | ---------------------- | ----- |
| 1. | Pressure               | 6:44  |
| 2. | Release                | 5:47  |
| 3. | Looking Outside Inside | 6:23  |
| 4. | Leave No Trace         | 4:46  |
| 5. | Underworld             | 4:09  |
| 6. | Barriers               | 5:53  |
| 7. | Panic                  | 3:30  |
| 8. | A Fine Day to Exit     | 6:49  |
| 9. | Temporary Peace        | 18:46 |